# Dicallaneura arfakensis
Dicallaneura arfakensis är en fjärilsart som beskrevs av Hans Fruhstorfer 1898. Dicallaneura arfakensis ingår i släktet Dicallaneura och familjen Riodinidae. Inga underarter finns listade i Catalogue of Life.